# إنديا توداي
إنديا اليوم (بالإنجليزية: India Today) هي مجلة إخبارية نصف شهرية ناطقة باللغة الإنجليزية، وهي أيضًا قناة تلفزيونية إخبارية.

## التاريخ
تأسست مجلة الهند اليوم في عام 1975، من قبل فيديا فيلاس بوري (مالك صحيفة تومسون)، مع ابنته مادو تريهان رئيسة تحرير المجلة وابنه أرون بوري كناشر للمجلة. في الوقت الحاضر يتم نشر مجلة الهند اليوم باللغات الهندية والتاميلية والمالايالامية والتيلجو. تم إطلاق قناة أخبارية باسم الهند اليوم في 22 مايو 2015.
في أكتوبر 2017 نقل أرون بوري إدارة مجموعة الهند اليوم لابنته كالي بوري.

## وصلات خارجية
- الموقع الرسمي